# Cojoaică de pădure

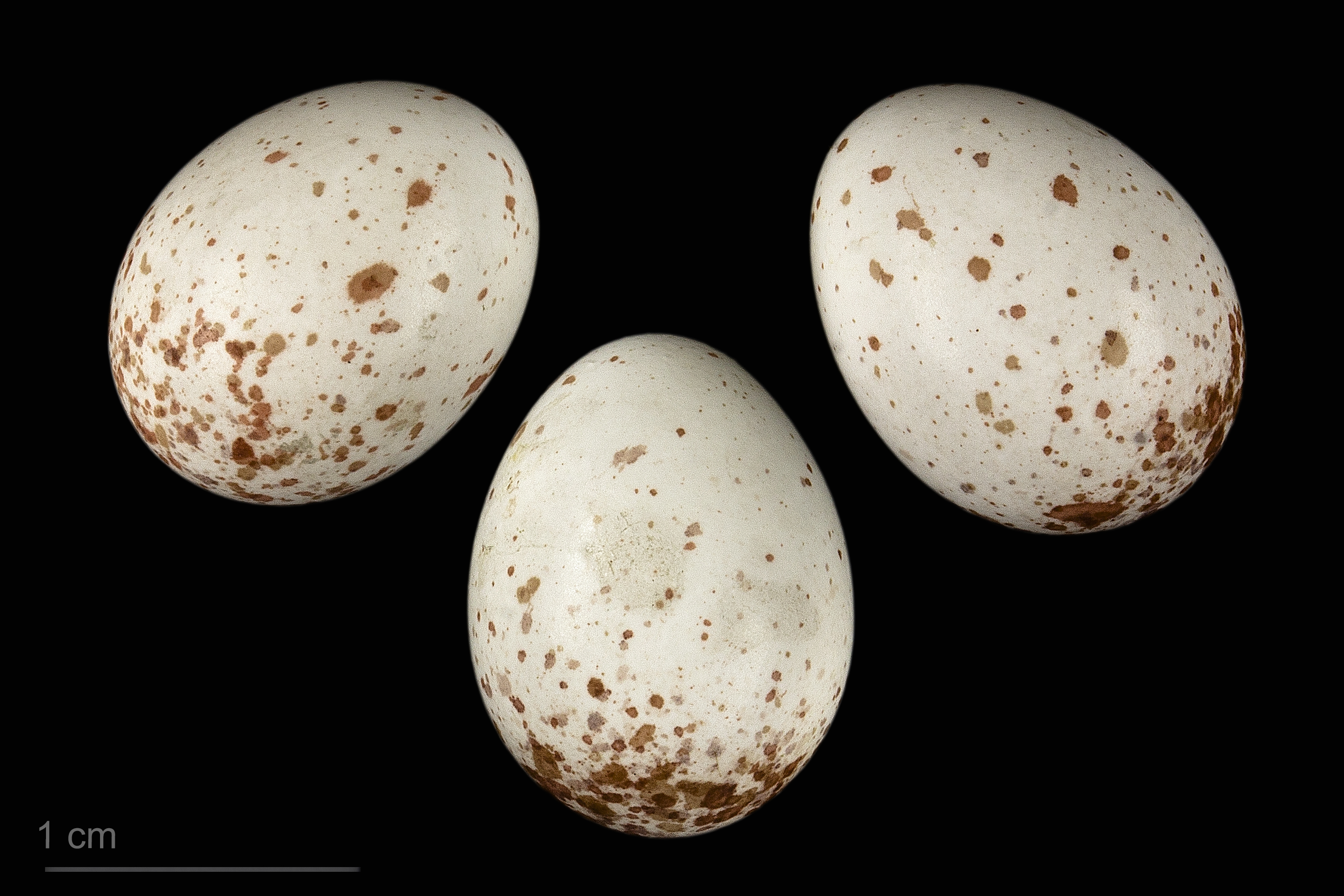
Certhia familiaris macrodactyla - MHNT

Cojoaica de pădure sau cojoaica comună (Certhia familiaris) este o pasăre insectivoră, cățărătoare, sedentară, din ordinul paseriformelor răspândită în Eurasia, inclusiv în România și Republica Moldova. În România rămâne și iarna și este răspândita aproape în toate pădurile, la șes și la munte, unde urcă până în zona coniferelor; preferă pădurile mari cu arbori bătrâni. De asemenea, în parcuri, grădini, chiar livezi, însă numai unde sunt copaci bătrâni. Cuibărește în găuri mici din arbori sau sub scoarța lor. Este o specie sedentară, iarna fiind înclinată spre eratism.

## Descriere
Este o pasăre mică cu o lungime de 11-14,4 cm și o greutate de 7-10 g. De culoarea scoarței copacilor, este greu de observat când se urcă în spirală pe trunchiuri, scotocind cu ciocul fin și curbat prin crăpături, în căutarea insectelor. Spatele este cafeniu cu striuri ruginii mai deschise, iar partea ventrală a corpului este în întregime albă. Deasupra ochiului are o sprânceană (dunga supraciliară) albă, vizibilă. Fruntea și creștetul capului cu multe pete; rahisul acestora albicios. Ciocul fin și arcuit. Gheara degetului posterior este mai lungă de 8–10 mm.
Prin luna aprilie-mai, depune 5-6 ouă albe cu pete ruginii, care sunt clocite de femelă, timp de circa 15 zile. Scoate pe sezon, două generații de pui. Strigătul este un "tsii-tsii" fin și pătrunzător, iar cântecul un ciripit subțire și rapid, accelerat spre final.

## Subspecii
Sunt descrise 10 subspecii, în România și Republica Moldova trăiește Certhia familiaris familiaris
Subspecii:
- Certhia familiaris britannica
- Certhia familiaris macrodactyla
- Certhia familiaris corsa
- Certhia familiaris familiaris
- Certhia familiaris daurica
- Certhia familiaris caucasica
- Certhia familiaris persica
- Certhia familiaris tianschanica
- Certhia familiaris bianchii
- Certhia familiaris japonica